# Planet Dinosaur
Planet Dinosaur (no Brasil, Planeta Dos Dinossauro) é uma série de documentários produzida pela BBC, narrada originalmente por John Hurt, exibida pela primeira vez no Reino Unido em 2011 e produzida pelo estúdio de efeitos especiais Jellyfish Pictures. É a primeira grande série de dinossauros da BBC One desde Walking with Dinosaurs. Nesta série, foram caracterizadas mais de cinquenta espécies pré-históricas e estas, assim como os ambientes foram criadas exclusivamente por CGI, tendo assim, custos de apenas 1/3 do que foi necessário para produzir Walking with Dinosaurs. A maior parte do enredo é baseada nas novas descobertas científicas feitas desde 1999 — ano da produção de Walking with Dinosaurs. O livro que acompanha a série Planet Dinosaur foi lançado em 8 de setembro de 2011 e o DVD em 24 de outubro de 2011.
Em 14 de julho de 2013, a série foi exibida pela primeira vez no Brasil pela emissora Rede Globo, no programa Fantástico. A série não foi exibida integralmente, sendo que foram mostradas apenas algumas partes do programa original, oscilando com reportagens feitas pela própria Globo. Planet Dinosaur foi exibida sob o título de Planeta Dinossauro. Posteriormente, ainda no Brasil, a série foi exibida integralmente no canal fechado Discovery Channel, sob o título de Planetassauro.

## Spin-offs
Em 29 de setembro de 2011, a BBC Two exibiu um spin-off da série, Planet Dinosaur Files, organizado por Jem Stansfield. Cada episódio, exibe três espécies do período mesozóico e as compara, executando testes práticos para saber quem vai obter um certo título, por exemplo, o "maior terópode". Um outro spin-off — desta vez em 3D e com 60 minutos — de Planet Dinosaur foi anunciado em julho de 2011, e exibido em 19 de agosto de 2012, sob o título de Ultimate Killers.

## Recepção da crítica
No sítio IMDb a série possui uma pontuação de 7.8 em 10 () dentre cerca de 390 votos.
Tom Sutcliffe, do jornal britânico The Independent disse que a série é "visualmente bela", mas que "o conhecimento da ciência em geral foi deixado em segundo plano durante o espetáculo".

## Exibição no Brasil
Em 14 de julho de 2013, o programa Fantástico, da Rede Globo, começou a exibir Planeta Dinossauro, um especial que exibe várias cenas e dados científicos da série Planet Dinosaur.
A série não foi exibida integralmente (foram três episódios de apenas dez minutos de duração cada um).
O primeiro episódio foi exibido em 14 de julho de 2013, e durante a exibição deste, foi feita pela Globo uma reportagem relacionada ao Argentinossauro, principal dinossauro do episódio exibido. Este episódio corresponde ao episódio Novos Gigantes da série original exibida no Reino Unido.
Em 21 de julho de 2013, foi exibido o segundo episódio no Fantástico, e neste, foram mesclados dois episódios da série original (Mundo Perdido e Últimos Assassinos — primeiro e quarto episódios, respectivamente).
Em 28 de julho de 2013, o programa Fantástico exibiu o último episódio de Planeta Dinossauro, correspondente aos episódios originais Dragões Emplumados, Luta pela Vida e Os Grandes Sobreviventes.
No mesmo dia, a série começou a ser exibida no canal fechado Discovery Channel, sob o título de Planetassauro. Neste dia, foram exibidos os dois primeiros episódios da série. No canal, a série foi exibida integralmente, sendo a única diferença do original, a narração, que desta vez é dublada em português.

## Lista de episódios
| # | Título                                           | Época            | Dirigido por               | Escrito por                                            | Data de exibição                             | Audiência no RU (milhões) |
| --- | ------------------------------------------------ | ---------------- | -------------------------- | ------------------------------------------------------ | -------------------------------------------- | ------------------------- |
| 1 | "Vencedores Da Evolução"                         | 251 milhões A.C. | Nigel Paterson             | Nigel Paterson & Tom Brass                             | 14 de janeiro de 2015 1 de fevereiro de 2012 | 4.74                      |
| 251 milhões de anos atrás, Triássico Superior - (Estados Unidos, América Do Norte Animais: Coelophysis · Eoraptor · Herrerasaurus · Ischgualastia |                                                  |                  |                            |                                                        |                                              |                           |
| 2 | "Sangue Novo"                                    | 230 milhões A.C. | Nigel Paterson             | Nigel Paterson                                         | 2 de fevereiro de 2012 <br /                 | ----                      |
| 230 milhões de anos atrás, Triássico Superior - (Brasil, América Do Sul]]) Animais: Staurikosaurus · Xonisaurus · Plateosaurus · Riojasaurus · Heterodontosaurus · Lesothosaurus |                                                  |                  |                            |                                                        |                                              |                           |
| 3 | "O Caçador"                                      | 201 milhões A.C. | Nigel Paterson             | Nigel Paterson                                         | 28 de setembro de 2011 21 de julho de 2013   | 3.97                      |
| 201 milhões de anos atrás, Triássico Superior - (Alberta, América do Norte) Animais: Eoraptor · Ictiosaurus · Melanorosaurus |                                                  |                  |                            |                                                        |                                              |                           |
| 4 | "Olho D' Água"                                   | 200 milhões A.C. | Nigel Paterson             | Nigel Paterson & Tom Brass                             | 5 de outubro de 2011                         | ----                      |
| 200 milhões de anos atrás, Jurássico Superior - (Europa) 200 milhões de anos atrás, Jurássico Superior - (Canadá, América do Norte Animais: Allosaurus · Ceratosaurus · Dinheirosaurus · Dryosaurus · Gnathosaurus · Stegosaurus · Torvosaurus · Brachiosaurus                                                            |                                                  |                  |                            |                                                        |                                              |                           |
| 5 | "Era Dos Titãs"                                  | 190 milhões A.C. | Nigel Paterson             | Nigel Paterson                                         | 12 de outubro de 2011 14 de julho de 2013    | ----                      |
| 95 milhões de anos atrás, Jurássico Superior - (Canadá), América Do Norte - (Estados Unidos), América Do Norte Animais: Brachiosaurus · Cetiosaurus · Dicraeosaurus · Diplodocus · Sismosaurus · Massospondylus · Apatosaurus                                                                                             |                                                  |                  |                            |                                                        |                                              |                           |
| 6 | "Mar Cruel"                                      | 175 milhões A.C. | Nigel Paterson             | Nigel Paterson & Tom Brass                             | 19 de outubro de 2011                        | ----                      |
| 175 milhões de anos atrás, Jurássico Superior - (Oceano Pacífico) Animais: Liopleurodon · Plesiosaurus |                                                  |                  |                            |                                                        |                                              |                           |
| 7 | "As Aventuras De PodPredefinição:Nota da rodapé" | Nigel Paterson   | Nigel Paterson & Tom Brass | Predefinição:Star Date · Predefinição:Star Date Brasil | ----                                         |                           |
| 174 Milhões de anos atrás, Jurássico Superior - (Estados Unidos), (América Do Norte) "Animais" "Shunosaurus" · "Allosaurus" · "Apatosaurus" · "Archaeopteryx · "Brachiosaurus" · "Camarasaurus" · "Ceratosaurus" · "Compsognathus" · "Criolophosaurus" · "Dicraeosaurus" · "Dilophosaurus" · "Diplodocus" · "Dorygnathus" |                                                  |                  |                            |                                                        |                                              |                           |